# Princípio de Cachinhos Dourados
O princípio de Cachinhos Dourados é assim chamado por analogia à história infantil Cachinhos Dourados e os Três Ursos, em que uma garotinha chamada Cachinhos Dourados prova três pratos diferentes de mingau e prefere o mingau que não é nem muito quente nem muito frio, mas que tem a temperatura ideal. Como a história infantil é bem conhecida entre diferentes culturas, o conceito de "a quantidade ideal" é facilmente compreendido e aplicado em diversas áreas, incluindo psicologia do desenvolvimento, biologia, astronomia, economia e engenharia.

## Aplicações
- Em astrobiologia, a zona de Cachinhos Dourados refere-se à zona habitável em torno de uma estrela: como disse Stephen Hawking: “como Cachinhos Dourados, o desenvolvimento de vida inteligente requer que as temperaturas planetárias sejam 'ideais'”.[1] A hipótese da Terra Rara usa o princípio de Cachinhos Dourados com o argumento de que, para existir vida, um planeta não deve estar muito longe nem muito perto de uma estrela e do centro galático, enquanto ambos os extremos resultariam em um planeta incapaz de sustentá-la.[2] Esse tipo de planeta é coloquialmente chamado de "Planeta de Cachinhos Dourados”.[3][4] Paul Davies defendeu a ampliação do princípio para cobrir a seleção do nosso universo a partir de um multiverso (postulado): "observadores surgem apenas naqueles universos onde, como o mingau de Cachinhos Dourados, as coisas são acidentalmente 'ideais'".[5]

- Em economia, o princípio de Cachinhos Dourados se refere a um crescimento econômico moderado e baixa inflação, o que permite uma política monetária favorável ao mercado.